# سرال، چکوال
سرال (به انگلیسی: Saral) یک روستا در پاکستان است که در ناحیه چکوال واقع شده‌است.